# Tisovac (Pakrac)
Tisovac je naselje u Republici Hrvatskoj u Požeško-slavonskoj županiji, u sastavu grada Pakraca.

## Zemljopis
Tisovac se nalaze istočno od Pakraca, na sjevernim obroncima Psunja.

## Stanovništvo
Prema popisu stanovništva iz 2011. godine Tisovac je imalo 4 stanovnika.
| broj stanovnika | 150   | 198   | 182   | 174   | 206   | 227   | 229   | 262   | 242   | 239   | 222   | 178   | 90    | 73    | 8     | 4     |       |
|                 | 1857. | 1869. | 1880. | 1890. | 1900. | 1910. | 1921. | 1931. | 1948. | 1953. | 1961. | 1971. | 1981. | 1991. | 2001. | 2011. | 2021. |